# Generation War
Generation War (in tedesco Unsere Mütter, unsere Väter, letteralmente Le nostre madri, i nostri padri) è una miniserie TV tedesca in tre parti prodotta dalla ZDF e andata in onda per la prima volta in Germania e Austria nel marzo 2013, mentre in Italia è stata suddivisa in due parti, andate in onda per la prima volta venerdì 7 e sabato 8 febbraio 2014.

## Trama
La vicenda prende il via nel 1941, durante la seconda guerra mondiale, quando cinque amici tedeschi, di età compresa tra i 18 e i 21 anni, si trovano ad una piccola festa per festeggiare la partenza dei fratelli Winter, rispettivamente ufficiale e soldato dell'esercito tedesco, e di Charlotte, crocerossina, per il nuovo fronte orientale, alla vigilia dell'inizio dell'operazione Barbarossa. I tre sono in compagnia di Viktor e Greta: il primo, figlio di un apprezzato sarto, non può partecipare alla guerra in quanto ebreo, mentre la seconda, che ha una relazione con lui a dispetto delle leggi di Norimberga, ha ambizioni di diventare cantante.
I cinque sono convinti che la guerra durerà pochissimo e che l'Armata Rossa sarà presto sconfitta, giurando di ritrovarsi il Natale dello stesso anno nello stesso posto, ma gli eventi che seguiranno frustreranno le loro speranze, sconvolgendo le loro vite.

## Produzione

### Cast
- Wilhelm Winter (Volker Bruch): tenente della Wehrmacht, già veterano, nonostante la giovane età, della campagna di Polonia e di Francia e voce narrante della storia. Benvoluto dai suoi soldati e dai superiori, negli anni che seguono la sua partenza verso il fronte orientale prende coscienza dell'inutilità di proseguire la guerra, che considera ormai perduta, fino a rischiare la fucilazione per diserzione.
- Friedhelm Winter (Tom Schilling): fratello minore di Wilhelm, privato dell'affetto del padre che lo vorrebbe eroe come il fratello maggiore; contrario alla guerra, tanto da rendersi inviso ai camerati, muterà progressivamente il proprio atteggiamento tanto che, una volta rientrato a casa dopo essere stato ferito e scontrandosi con l'indifferenza del padre che crede morto Wilhelm, sceglierà di tornare al fronte per andare incontro al suo destino.
- Charlotte (Miriam Stein): innamorata segretamente di Wilhelm presterà servizio per tutta la durata della guerra come crocerossina negli ospedali siti nelle retrovie. Negli anni che seguono incontrerà sia Friedhelm che Wilhelm, al quale, negli ultimi giorni di guerra, troverà la forza di confessare il suo amore.
- Greta Müller (Katharina Schüttler): giovane ambiziosa con il desiderio di diventare una stella della musica; innamorata di Viktor non esita a diventare l'amante di un ufficiale della Gestapo per ottenere il successo ma, una volta che l'uomo, sposato e con figli, vorrà interrompere la relazione, tenterà di ricattarlo, finendo in carcere e morendo fucilata negli ultimi giorni della battaglia di Berlino.
- Viktor Goldstein (Ludwig Trepte): giovane sarto ebreo, innamorato di Greta, sarà da lei aiutato ad espatriare con la mediazione del suo amante che, viceversa, lo farà partire con un treno verso un campo di sterminio. Una volta fuggito si unirà ai partigiani polacchi e, durante un'azione di rastrellamento, sarà salvato da Friedhelm, riuscendo, alla fine della guerra, a tornare a Berlino.

### Location
La serie è stata girata in Germania, Lituania e Lettonia.

## Accoglienza
Durante la prima trasmissione sulla tv tedesca, ognuna delle tre puntate ha ottenuto 7 milioni di telespettatori.

### Critica
Secondo il giornale The Economist nessuna fiction in Germania ha mai causato tanto dibattito tra il pubblico, mentre è stato criticato molto severamente l'aspetto storico, in particolare il ruolo della Germania nell'olocausto, sottolineando che la miniserie ha occultato questo aspetto, critica condivisa anche dal New Yorker. Un'altra critica è legata all'antisemitismo, nella fattispecie la miniserie avrebbe dipinto i partigiani polacchi e gli ucraini come più antisemiti dei soldati tedeschi.Molte critiche comunque, sono state piuttosto positive.